# Yōichi Miyaoka
Yōichi Miyaoka (jap. 宮岡 洋一, Miyaoka Yōichi; * 1949 in Japan) ist ein japanischer Mathematiker, der sich mit Algebraischer Geometrie befasst.

## Leben
Miyaoka studierte an der Universität Tokio, an der er 1977 bei Kunihiko Kodaira promoviert wurde (On Chern numbers of surfaces of general type). Er lehrte und forschte an der Rikkyō-Universität, der Universität Kyōto und der Tokyo Metropolitan University, bevor er Professor an der Universität Tokio wurde.
1977 bewies er in seiner Dissertation unabhängig von Shing-Tung Yau die Bogomolov-Miyaoka-Yau-Ungleichung für kompakte komplexe algebraische Flächen allgemeinen Typs. Sie ist eine Ungleichung zwischen topologischen Invarianten der zugrundeliegenden vierdimensionalen reellen Mannigfaltigkeiten, den ersten und zweiten Chern-Klassen:
{\displaystyle c_{1}^{2}\leq 3c_{2}\ }
Fjodor Bogomolow hatte eine schwächere Version bewiesen (veröffentlicht 1978) und ebenso zuvor Antonius van de Ven (1966). Später befasste er sich mit Geometrie und Topologie höherdimensionaler algebraischer Mannigfaltigkeiten.
Eine gewisse Aufmerksamkeit fand er auch für den Versuch, 1988 die Fermat-Vermutung zu beweisen, worin sich aber bald darauf ein Fehler fand. Wenige Jahre zuvor war die Vermutung in die Hauptströmungen der arithmetischen Geometrie eingebunden worden, nachdem die Äquivalenz zur Shimura-Taniyama-Vermutung bewiesen wurde.
1989 erhielt er den Frühlingspreis der Japanischen Mathematischen Gesellschaft. 1994 war er Invited Speaker auf dem Internationalen Mathematikerkongress in Zürich (Rational curves on algebraic varieties).
Er ist mit der Mathematikprofessorin an der Tōhoku-Universität Reiko Miyaoka verheiratet.

## Schriften
- On the Chern numbers of surfaces of general type, Inventiones Mathematicae, Band 42, 1977, S. 225–237, Digitalisat
- mit Mori: A numerical criterion for uniruledness. Ann. of Math. (2) 124 (1986), no. 1, S. 65–69.
- mit Kollar, Mori: Rationally connected varieties. J. Algebraic Geom. 1 (1992), no. 3, S. 429–448.
- mit Kollar, Mori: Rational connectedness and boundedness of Fano manifolds. J. Differential Geom. 36 (1992), no. 3, S. 765–779.
- mit Cho, Shepherd-Barron: Characterizations of projective space and applications to complex symplectic manifolds. Higher dimensional birational geometry (Kyoto, 1997), S. 1–88, Adv. Stud. Pure Math. 35, Math. Soc. Japan, Tokyo, 2002.
- mit Thomas Peternell: Geometry of higher dimensional algebraic varieties, Birkhäuser 1997